# Norcadian
De Norcadians zijn een fictieve soort uit de serie Star Trek. De soort is afkomstig uit het Delta-kwadrant.
De Norcadians zijn een hoogontwikkeld ras. Hun thuiswereld is een Theta-Class planetoïde. Deze planetoïde heeft een dubbelster. 
Het Norcadianvolk telt 260 miljoen personen. Een van deze personen was een meisje dat geassimileerd was door de Borg. Dit meisje is gered door de U.S.S Voyager. Dit kon alleen gebeuren doordat een ander kind van het Brunali-ras een genetisch virus bij zich had.
Borg-aanduiding: Soort 689.